# Рыбка, Эугениуш
Эугениуш Рыбка (пол. Eugeniusz Rybka; 6 мая 1898, Радзымин — 8 декабря 1988, Вроцлав) — польский астроном.

## Биография
Родился в Радзымине, в 1923 окончил Ягеллонский университет в Кракове. В 1921—1923 — сотрудник Краковской, в 1923—1932 — Варшавской обсерваторий. Директор Львовской обсерватории (1932—1945), Вроцлавской обсерватории (1945—1958) и Краковской (1958—1968) обсерваторий. Cущественно расширил штат и инструментарий Львовской обсерватории. Президент польского Национального астрономического комитета (с 1958). Почётный профессор Братиславского университета.
Основные труды в области астрофотометрии, исследований переменных звезд, истории астрономии. Ему принадлежит ведущая роль в развитии и распространении астрономических знаний в современной Польше. Вице-президент Международного астрономического союза (1952—1958), президент Комиссии N 41 «История астрономии» Международного астрономического союза (1964—1970).

## Публикации

### На русском языке
- Рыбка Е., Рыбка П. Коперник. Человек и мысль. — Москва: Мир, 1973.

### На польском языке
- Astronomia Ogólna (1952), (1957)
- Four hundred years of the Copernican herigate (1964)
- Cztery wieki rozwoju myśli kopernikańskiej (1972).